# Олімпік (клас океанських лайнерів)
Олімпік (англ. Olympic-class ocean liner) — серія трьох трансокеанічних лайнерів —  «Олімпіка», «Титаніка» та «Британніка» (спочатку «Гігантіка»). Проєктування та будівництво суден здійснювалися на ірландській корабельні «Harland and Wolff» в Белфасті. Замовником лайнерів виступила британська судноплавна компанія «White Star Line». Конструкторське бюро верфі, яке до своєї загибелі до 1912 року очолював Томас Ендрюс, розпочало роботу над проєктом у 1907 році. У лютому 1914 року на воду був спущений останній пароплав класу — «Британнік».
«Олімпік», «Титанік» та «Британнік» на час введення в експлуатацію були найбільшими суднами у світі. «Олімпік» здійснював регулярні рейси між Саутгемптоном (Велика Британія) та Нью-Йорком (США) до 1935 року, після чого був утилізований. 15 квітня 1912 року під час свого першого рейсу в результаті зіткнення з айсбергом «Титанік» затонув у Північній Атлантиці. «Британік» з початком Першої світової війни переобладнаний в плавучий госпіталь. У 1915—1916 роках пароплав вивозив поранених із зони ведення бойових дій в східному Середземномор'ї до Англії. Кінець служби — 1935 рік.

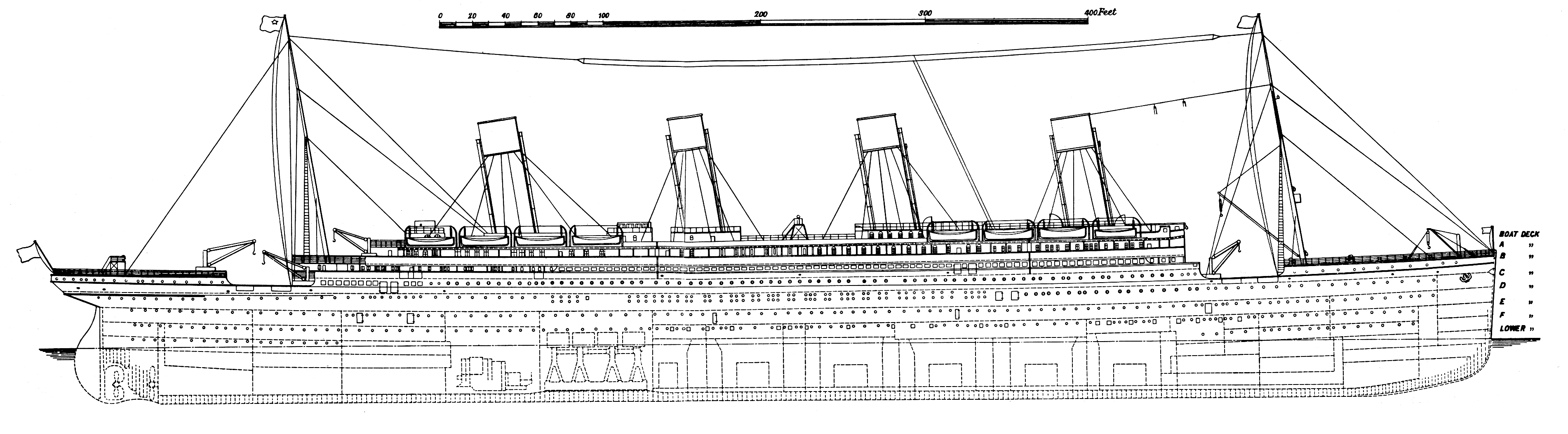
Бічний план судна класу «Олімпік»